# Bandura
Bandúra (verjetno iz grške besede pandóra) je ukrajinsko ljudsko strunsko glasbilo. Po videzu in zgradbi je podobna lutnji; na kratkem vratu so napete basovske strune (bunti), vzdolž roba trupa pa melodične strune (pristrunki). Strune se ubirajo s prsti ali trzalico.

## Zgodovina
Prva upodobitev banduri podobnega glasbila je iz 11. stoletja. Iz tega skupnega predhodnika se je verjetno razvila tudi kobza, soroden, a manjši inštrument, ki ga je bandura izpodrinila v 18. stoletju; včasih se beseda bandura pojmuje kot nadpomenka za obe glasbili. Stare bandure so bile simetrične, imele so pragove in se je nanje igralo podobno kot na lutnjo. Sčasoma se je število strun povečevalo, s tem pa se je spremenil način igranja.
Glasbilo je bilo priljubljeno med ukrajinskimi kozaki, vzhodnoevropsko plemstvo pa je banduriste pogosto vabilo na dvore. Do 20. stoletja so bili značilni banduristi kobzarji, pogosto slepi in izključno moški potujoči pevci ljudskih pesmi, psalmov in epskih pesnitev, znanih kot dume.
V zadnjih letih carske Rusije, še bolj pa v obdobju stalinizma je bilo igranje bandure prepovedano, saj so jo povezovali z ukrajinskim nacionalizmom, banduriste pa so preganjali. V poznejših sovjetskih letih se je banduro akademiziralo, moderniziralo in pričelo poučevati na glasbenih konservatorijih. Po osamosvojitvi Ukrajine se je glasbilu povrnila priljubljenost kot del ukrajinske narodne identitete.

## Vrste bandur
Prepoznavajo se tri glavne vrste bandur:
- Klasična bandura ima 20–24 strun, uglašenih diatonično. Njeno dno je monoliten kos lesa; zgornja plošča je iz smreke ali bora. Mehanizem za uglaševanje je v celoti izdelan iz lesa.
- Harkovska bandura, imenovana tudi poltavka: leta 1909 je muzikolog in etnograf Gnat Hotkevič v Lvovu izdal knjigo o igranju na dvajsetstrunsko klasično banduro.[8] Knjiga je vzbudila veliko zanimanje za to glasbilo in leta 1920 je harkovski konservatorij uvedel pouk bandure. Tam se je razvila nova vrsta s 30–31 strunami, ki so diatonično uglašene v štirih oktavah. Od klasične bandure se razlikuje tudi po načinu držanja, pri katerem lahko glasbenik z obema rokama uporablja vse strune, podobno kot pri igranju na harfo. Sčasoma so se uveljavile tri orkestrske velikosti harkovske bandure: pikolo, prima in bas. Kasneje se je harkovska bandura po zaslugi bratov Gončarenko preoblikovala v inštrument z do 65 strunami, kromatično uglašenimi. V Ukrajini je ta vrsta skoraj izumrla, vendar je priljubljena med ukrajinskimi izseljenci, zlasti v Severni Ameriki.
- Kijevska bandura je danes najbolj razširjena izvedba.[2] Nastala je leta 1918, ko je Kijevski zbor banduristov klasični banduri dodal nove strune, vključno z nekaterimi kromatično uglašenimi. Dandanes obstaja več vrst in velikosti kijevske bandure. Prima ali černigovka (po mestu, kjer se tovarniško proizvajajo) ima 12 basovskih in 43 sopranskih strun, kromatično uglašenih v petih oktavah. Njena koncertna različica ima 62–65 strun in mehanizem za zviševanje tonov, prevzet od harfe. V orkestrih se uporabljajo tudi altovske, basovske in kontrabasovske različice.

Obstaja tudi bandura lvovskega tipa, tako imenovana lvivjanka.